# Adam Kajoch
Adam Kajoch (ur. 7 marca 1988 w Lesznie) – polski żużlowiec.
Wychowanek Unii Leszno. Licencję żużlową uzyskał 1 kwietnia 2004 roku. Debiut w ekstralidze zanotował w meczu Unia Leszno – KS Toruń w 2006 roku.

## Kluby
- Unia Leszno (2004–2008)
- PSŻ Poznań (2009)
- Ostrovia Ostrów Wielkopolski (2010)

## Osiągnięcia
- Złoty medal drużynowych mistrzostw Polski (2007)
- Złoty medal młodzieżowych drużynowych mistrzostw Polski (Leszno 2008)
- Srebrny medal młodzieżowych drużynowych mistrzostw Polski (Rzeszów 2006)
- Brązowy medal mistrzostw Polski par klubowych (Częstochowa 2007)
- I miejsce w turnieju o "Brązowy Kask" (Gorzów Wielkopolski 2007)